# Majevac (miasto Doboj)
Majevac (cyr. Мајевац) – wieś w Bośni i Hercegowinie, w Republice Serbskiej, w mieście Doboj. W 2013 roku liczyła 329 mieszkańców.